# 柊塚古墳
柊塚古墳（ひいらぎづかこふん）は埼玉県朝霞市にある古墳。6世紀前半の前方後円墳。2002年3月14日に県指定史跡の指定を受け、2004年5月に柊塚古墳歴史広場（面積5400平方メートル）として市が9億8千万円かけて整備。家形埴輪をモチーフにした外観のトイレが設置されている。

## 概要

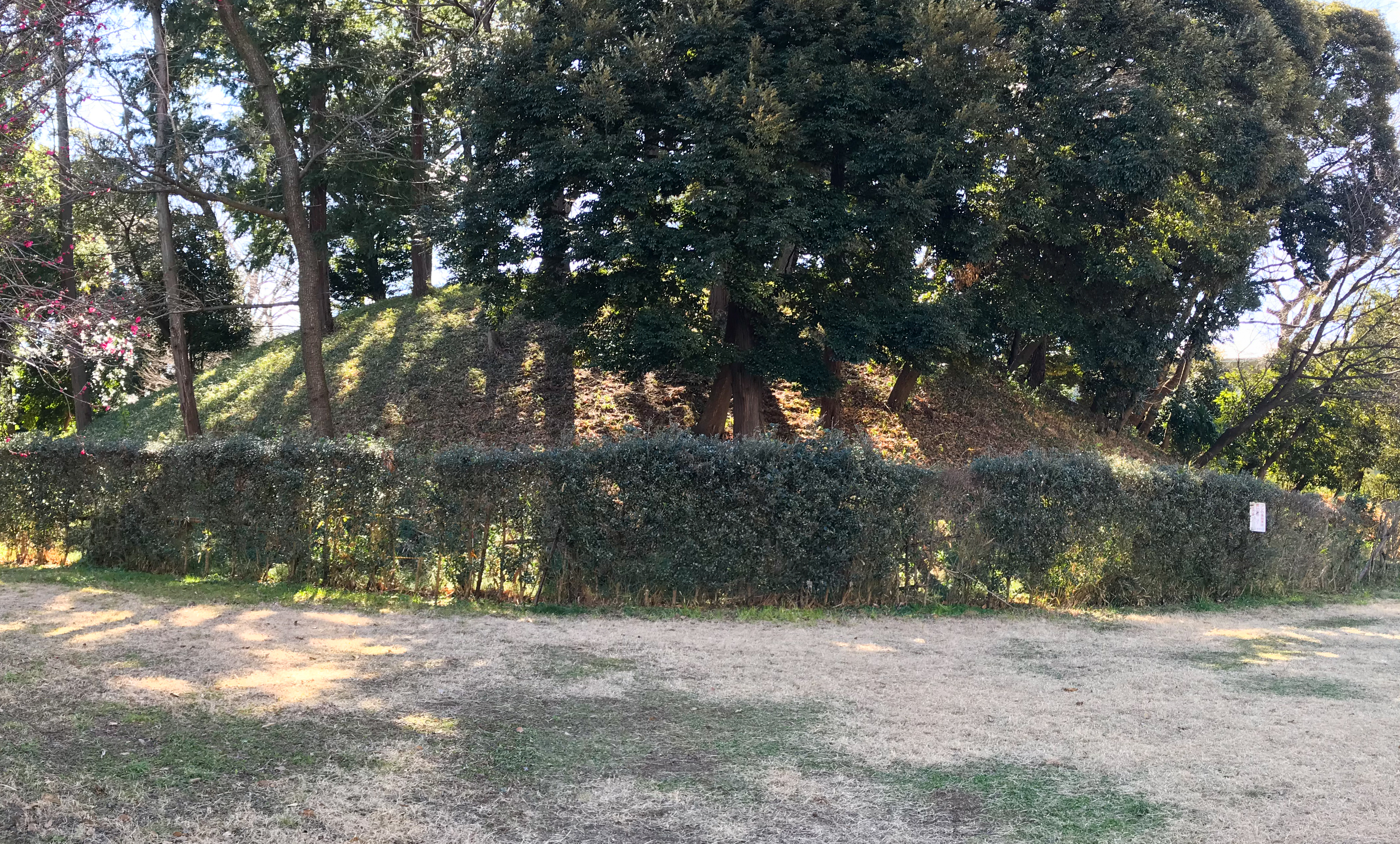
墳丘

全長72メートル、後円部径48メートル、高さ8メートル、前方部幅24メートル。根岸古墳群を構成する一基である。築造年代は6世紀前半。現在、後円部はよく残っているものの、前方部は大幅に削られており、帆立貝式古墳のような形をしている。
1995年と2000年の発掘調査により後円部では木炭槨と粘土槨が確認されており、木炭槨の上からはほぼ完形の家形埴輪と土師器が出土している。また、周濠中からは人物埴輪、円筒埴輪、馬形埴輪などの埴輪が出土している。出土遺物は朝霞市博物館で保管されているが、常時展示されているわけではない。